# Петровськ-Забайкальський
Петро́вськ-Забайка́льський (рос. Петровск-Забайкальский) — місто, центр Петровськ-Забайкальського району Забайкальського краю, Росія. Адміністративний центр та єдиний населений пункт Петровськ-Забайкальського міського округу.

## Історія

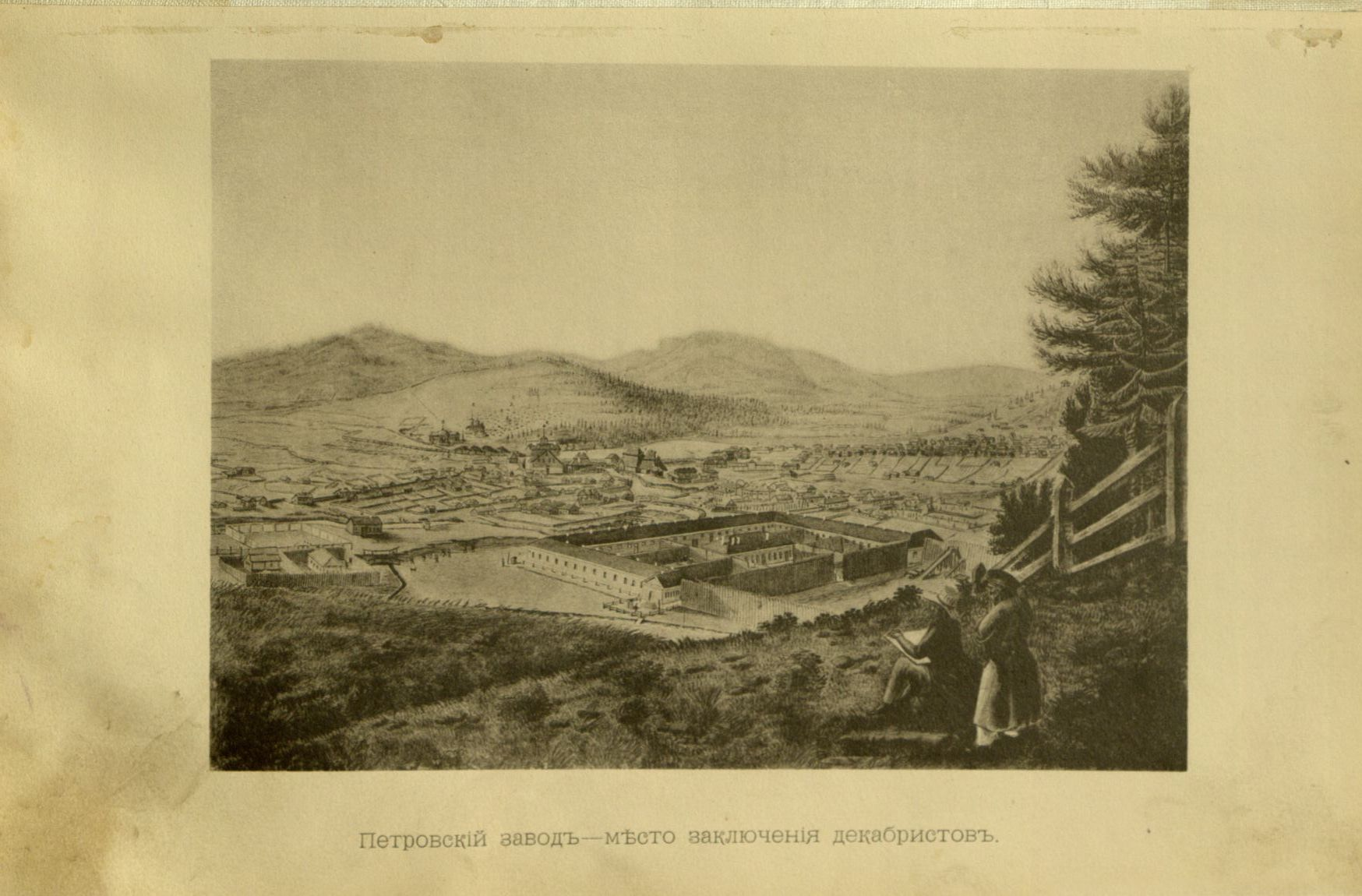
Петровський завод

Місто побудовано навколо Петровського чавуноливарного і залізоробного заводу (назва з 1791 року), заснованого в 1789 року (до 1926 року селище Петровський Завод). Завод названо в пам'ять про Петра I і його заслуги у розвитку вітчизняної чорної металургії.
У 1830–1839 роках в Петровському Заводі відбували каторгу декабристи, які були переведені сюди з Чити. Статус міста з 1926 року.
В старій частині міста збереглися будівлі, пов'язані з перебуванням декабристів. На міському кладовищі — могила декабриста Горбачевського, склеп-каплиця О. Г. Муравйової — дружини декабриста Муравйова.
У 1980 року за архівними документами відновлений будинок К. І. Трубецькой, де відкрито Музей декабристів.

## Населення
Населення — 18549 осіб (2010; 21164 у 2002).

## Відомі люди
- Зорін Олег Геннадійович — український кінооператор.